# Langue à tons
Cette page contient des caractères spéciaux ou non latins. S’ils s’affichent mal (▯, ?, etc.), consultez la page d’aide Unicode.
Pour les articles homonymes, voir Ton.
 (février 2018).
Si vous disposez d'ouvrages ou d'articles de référence ou si vous connaissez des sites web de qualité traitant du thème abordé ici, merci de compléter l'article en donnant les références utiles à sa vérifiabilité et en les liant à la section « Notes et références ».
Une langue à tons, ou langue tonale, est une langue dans laquelle la prononciation des syllabes d'un mot est soumise à un ton précis, c'est-à-dire à une hauteur relative déterminée ou une mélodie caractéristique. Une modification de ce ton amène alors à prononcer un autre mot et indiquer un autre sens.
Il ne faut pas confondre les tons d'une langue tonale avec l'accent tonique ou avec l’accent de hauteur,  qui aident à distinguer les mots successifs dans le discours ou avec l'intonation prosodique qui, elle, exprime l'humeur, l'état d'esprit du locuteur, et le type d'assertion (affirmation, interrogation, exclamation) mais ne permet pas d'opposer des paires minimales.
En principe, les tons d'une langue tonale n'excluent pas l'intonation prosodique, dans la mesure où cette dernière s'applique davantage à une phrase, ou un ensemble de mots, plutôt qu'à une seule syllabe.
Les tons sont des unités discrètes au même titre que les phonèmes mais ils ne sont pas segmentables : l'unité tonale, dite tonème, ne peut être perçue sans le support des phonèmes et n'existe pas sans eux. Ce sont donc des unités suprasegmentales.
Les tons sont étudiés principalement en phonétique pour analyser par quels moyens physiques ils se réalisent et en phonologie pour analyser leur rôle dans la langue.
Certaines langues ont développé un système complexe de tons. Le kam, langue des Dong de Chine, compte ainsi quinze tons.

## Exemples de langues à tons
La plupart[réf. nécessaire] des langues du monde sont tonales (60 à 70 pour cent selon les estimations). Elles sont presque toutes non-européennes, et c'est pourquoi ce fait est très peu connu en Europe. On peut citer, parmi les plus célèbres, plusieurs langues d'Asie du Sud-Est et d'Extrême-Orient :
- Parmi les langues sino-tibétaines :
  - les langues chinoises : mandarin, cantonais (ou yue), jin, gan, min, hakka, wu, xiang.
  - Dans la branche des langues tibéto-birmanes :
    - le birman
    - Certaines langues tibétiques, telle que le tibétain de Lhassa.
- les langues taï : thaï, lao, shan, zhuang...
- parmi les langues môn-khmer : le vietnamien.

Presque toutes les langues en Afrique au sud du Sahara sont également tonales : c'est ainsi le cas du bambara, du moré, du songhaï, du kanouri, de l'akan, du haoussa, du yoruba, de l'igbo, de l'éwé, du luo, du kikuyu, du lingala, du kinyarwanda, du tshiluba, du shona, du zoulou, du xhosa et du khoïkhoï. Comme rares contre-exemples, on peut citer le wolof, le peul ou le swahili.
Un certain nombre de langues amérindiennes sont tonales :
- les langues oto-mangues : zapotèque, mixtèque, chinantèque
- certaines langues mayas : yucatèque, uspantèque et tzotzil
- certaines langues athapascanes : langues apaches (dont le navajo), gwich'in, chipewyan, esclave.

En Europe, le limbourgeois, idiome transitionnel entre le bas et le moyen-allemand, a une utilisation si importante de l’accent de hauteur que certains linguistes y voient un exemple rare de langue indo-européenne tonale[réf. souhaitée].

## Tons et accents
On oppose généralement les langues tonales aux langues accentuelles : une langue tonale pourrait ne pas avoir d'accent tonique et vice versa. En fait, certaines langues tonales utilisent les deux procédés, comme le mandarin ou le thaï. Dans les langues à tons, presque toutes les syllabes ont un ton. En contrepartie, les langues à accent tonique n'ont qu'un nombre limité de syllabes, souvent une seule, qui porte l'accent, et le ton ne possède de valeur ni culminative ni démarcative ; il ne sert pas à isoler une syllabe d'un mot puisque toutes les syllabes sont prononcées sur un ton déterminé.
De même, l'accent de hauteur pourrait être confondu avec le système des tons. Or, il est bien plus proche de l'accent tonique, fonction culminative et parfois démarcative, que des tons, qui n'ont pas une telle fonction. L'accent de hauteur touche, comme l'accent tonique, un nombre limité de syllabes dans un mot et consiste en une modification de la hauteur vocalique, qui est plus audible que l'augmentation d'intensité.
À titre indicatif, on peut citer, parmi les langues à accent de hauteur en Europe, le slovène, le serbo-croate et le lituanien. Le slovène est en train de perdre son accent de hauteur, et le letton (ou lette, langue sœur du lituanien) l'a perdu. Le suédois et les deux norvégiens suivent un système plus complexe, nommé « accent de mot ».
En Inde, le panjâbî fonctionne ainsi, à l'instar du sanskrit dans le passé, mais ce dernier n'est plus prononcé ainsi sauf dans les récitations traditionnelles des textes sacrés védiques ; il s'agit là d'un développement ultérieur, l'accentuation védique. Cela vaut également pour le grec ancien, le latin et l'indo-européen commun. Ce dernier détail reste important pour la phonétique historique des langues indo-européennes.
Le japonais possède aussi un accent de hauteur, classé selon six catégories, et dont la longueur de la hauteur peut varier selon la longueur du mot.
Le guèze (ou éthiopien ancien), langue sémitique éteinte et préservée seulement dans la liturgie de l'Église orthodoxe éthiopienne, comporte un accent de hauteur (une quarte), en général oxyton pour les substantifs au nominatif et paroxyton pour les formes verbales conjuguées.

## Deux grands types de tons
Il existe deux types de tons, les registres (qui se divisent en tons ponctuels et tons modulés) et les tons mélodiques.
Dans le premier système de tons, ce qui importe c'est la hauteur, seule pour les tons dits ponctuels, en concomitance avec une modulation pour les tons modulés. Dans le second système, c'est la mélodie, une modulation indépendante de la hauteur.
Si une langue utilise des tons à registres (ponctuels seuls ou conjointement à la modulation), elle n'utilise pas de tons mélodiques et vice versa.

### Registres
Les registres sont des tons ne procédant que des différences de hauteur. Pour qu'il y ait registre, il faut donc au minimum deux hauteurs opposables.

#### Tons ponctuels
Une langue comme le ngbaka (Adamawa oriental), possède trois registres : soit la voix est aiguë (accent aigu dans la notation), soit elle est moyenne (macron), soit basse (accent grave), quelle que soit la hauteur effective. Il suffit de prononcer plus ou moins aigu, peu importe le point de départ et peu importent les inflexions de la voix.
Ainsi : sɔ́, « animal » {haut} ; sɔ̄, « chasser » {moyen} ; sɔ̀, « queue » {bas}. (Dans le premier exemple, il ne faut pas considérer que la voix monte parce qu'il y a un accent aigu. La voix est simplement aiguë.)

#### Tons modulés
Quand une même syllabe porte plusieurs registres, il y a en même temps modification de la hauteur musicale en passant d'un registre à un autre et modulation. Ce qui est pertinent, cette fois-ci, c'est tout autant la hauteur que la modulation. Par exemple, une modulation haut → bas est opposable à une modulation bas → haut, bien que les mêmes hauteurs soient impliquées.
Ainsi, toujours en ngbaka, il existe, outre les tons ponctuels cités, des modulations sur une même syllabe :
- bas → haut : `´ (modulation montante haute) ;
- bas → moyen : `ˉ (mod. montante basse) ;
- haut → moyen : ´ˉ (mod. descendante haute) ;
- haut → bas : ´` (mod. descendante basse) ;
- bas → haut → bas : `´` (mod. complexe montante-descendante) ;
- haut → bas → haut : ´`´ (mod. complexe descendante-montante).

Exemple : mbóòó.ndí [mbo⁵¹⁵ndi⁵] (où les chiffres indiquent le contour de la voix, 5 étant le plus aigu, 1 le plus grave), « mangouste rayée ».
La notation de tels tons est assez gênante puisqu'elle laisse croire qu'il y a, dans cet exemple, trois phonèmes [o] à la suite, alors qu'il n'y en a qu'un seul, de même durée qu'une voyelle comme le [i] aigu de la syllabe suivante.
Autre exemple : kpáā [k͡pa⁵³] ([k͡p] est une occlusive labio-vélaire, c'est-à-dire que [k] et [p] sont prononcés en même temps et non à la suite), « feuille », a la même durée que kpá, «tranquille », ou que kpáàá [k͡pa⁵¹⁵], « un ».

### Tons mélodiques

#### Mélodies seules
Dans ces tons, « le trait pertinent est l'absence ou la présence de mélodie et ses variations, et non la hauteur musicale elle-même dont les […] registres ne sont pas différenciatifs » (Initiation à la phonétique, ouvrage de J.M.C. Thomas, L. Bouquiaux et F. Cloarec-Heiss auquel sont empruntés les exemples de cette page). Cela revient à dire que la hauteur de la voix n'importe plus autant que la modulation elle-même, dite mélodie.
Si l'on prend le mandarin, on analyse le système ainsi :
- ton un : mélodie égale (absence de mélodie, quelle que soit la hauteur) [ˉ] ;
- ton deux : mélodie montante [/] ;
- ton trois : mélodie complexe descendante puis montante [\/] ;
- ton quatre : mélodie descendante [\].

(Il existe également un demi troisième ton.)
On enseigne pourtant dans les grammaires une opposition de registres, qui pourrait laisser croire que le mandarin utilise des tons à registres modulés. Or, dans la pratique, la mélodie seule suffit à se faire comprendre (on ne parle pas ici du cantonais), ce qui est impossible dans des langues comme le ngbaka.
Le ton un, par exemple, doit avant tout être plat, et non pas haut.

#### Autres possibilités
En fait, à ces mélodies peuvent se superposer des caractéristiques secondaires :
- le point de départ de la mélodie (en birman : ton descendant partant d'un niveau bas s'opposant à un ton descendant partant de plus haut) ;
- la distance entre le départ et l'arrivée (en mandarin : un ton deux est caractérisé par une grande différence entre le point de départ et le point d'arrivée, ce qui se manifeste par un ton montant partant nécessairement d'assez bas pour arriver haut, pour éviter que la voix ne s'étrangle. C'est un ton qui demande un grand ambitus, et non un point de départ fixe) ;
- la durée de la réalisation de la mélodie (en cantonais : ton descendant bref, moyen ou long) ;
- la variation de l'intensité vocale (dans certains usages mandarins) ;
- la suppression brutale de l'intensité par glottalisation finale de la mélodie, ou « étranglement » de la voix ; en vietnamien.

Faire la différence entre des tons modulés et mélodiques est parfois complexe. Ce qui est pertinent, c'est qu'un ton modulé ne peut exister que dans un système de registres indépendants de toute modulation. Or, le mandarin, par exemple, n'a pas de registres purs. Ses tons sont donc mélodiques. L'écart entre le point de départ et celui de l'arrivée peut cependant avoir une certaine importance, qui reste secondaire.
Ainsi, en vietnamien :
- ton égal (ou absence de mélodie) : ô [ʔōː], « parapluie » ;
- ton descendant : bà [ɓàː], « grand'mère » ;
- ton descendant glottalisé : lạ [làːˀ], « étrange » ;
- ton montant : cái [káʲː], « chose » ;
- ton complexe descendant montant : tỏi [tǒʲ], « ail » ;
- ton complexe descendant montant glottalisé : lễ [lěːˀ],« cérémonie ».

Note : on utilise ici à la place de la transcription en API des tons la notation propre au pinyin ; on devrait en fait noter [ʔoː], [ɓâː], [lâːˀ], [kǎʲː], etc., ce qui serait moins clair. L'API distingue bien les différentes sortes de tons (à registres ou à modulations) :
- les registres sont marqués par des accents (á, à, ā, a̋, ȁ, etc.) ;
- les modulations par des marqueurs spéciaux (absents en Unicode).

Tous les caractères nécessaires n'étant cependant pas présents en Unicode, il faut souvent se contenter d'une notation moins précise ou parallèle.

## Sandhi tonal
Dans les langues tonales, il est fréquent que les syllabes intonées s'influencent et se modifient en contact. Ce phénomène est le sandhi tonal.

## Tons et intonation
Dans les langues tonales, il existe en outre des phénomènes intonatifs. « Étudier l’intonation d’une langue tonale amène à distinguer de façon conséquente le niveau des tons de celui de l’intonation, ce qui aide à bien reconnaître la spécificité, la richesse et la complexité de l’intonation ».